# Luigi Ventura
Pour les articles homonymes, voir Ventura.
Luigi Ventura, né le 9 décembre 1944 à Borgosatollo, dans la province de Brescia en Lombardie (Italie), est un archevêque catholique italien, nonce apostolique en France de septembre 2009 à décembre 2019. Il est condamné par un tribunal civil français à 8 mois de prison avec sursis pour agressions sexuelles en 2020.

## Biographie
Luigi Ventura est ordonné prêtre le 14 juin 1969. Il est diplômé en lettres modernes. Entré au service de la diplomatie du Saint-Siège en 1978, il a été en poste au Brésil (en), en Bolivie (en) et en Grande-Bretagne.
Sa carrière se poursuit à Rome au sein de la section pour les relations avec les États de la Secrétairerie d'État. Il fut l'assistant personnel du secrétaire d'État Agostino Casaroli. 
Le 25 mars 1995, Jean-Paul II le nomme évêque titulaire avec le titre d'archevêque in partibus d'Equilium (de), et est consacré par le cardinal Angelo Sodano avec comme co-consécrateurs Bruno Foresti (it) et Giovanni Battista Re. Jean-Paul II l'envoie comme nonce apostolique en Côte d'Ivoire, au Burkina Faso (en) et au Niger (en). En 1999, il est nommé nonce apostolique au Chili (en), puis en 2001 nonce apostolique au Canada.
Il est nommé par le pape Benoît XVI nonce apostolique en France le 22 septembre 2009, succédant à Fortunato Baldelli, rappelé à Rome au mois de juin précédent. Il remet ses lettres de créance au président Nicolas Sarkozy le 15 janvier suivant. Le 17 décembre 2019, le Vatican accepte sa démission pour raison d'âge.

## Agressions sexuelles
Le 15 février 2019, le journal Le Monde annonce que Luigi Ventura fait l’objet d'une enquête pour « agression sexuelle »,. À la suite de la parution de cette information, plusieurs autres hommes rapportent, en février, et mars 2019, avoir été victimes de comportements similaires de sa part. Bénéficiant de l’immunité diplomatique, le nonce ne peut être entendu sous contrainte, aussi le parquet de Paris annonce-t-il le 15 mars 2019 avoir prié le ministère de l'Europe et des Affaires étrangères de transmettre au Vatican une demande de levée de l'immunité du nonce,. Confronté les 22 et 23 mai 2019 à ses accusateurs, Luigi Ventura nie les faits et dénonce un « complot de la ville de Paris »,.  
Le 3 juillet 2019, le premier plaignant français, Mathieu de La Souchère, rencontre le prêtre Hans Zollner, jésuite et psychologue membre de la commission pontificale pour la protection des mineurs ; rencontre à l’issue de laquelle il déclare qu’il lui a été annoncé que la demande de levée d’immunité resterait sans suite, et qu’il portait plainte au Vatican. Le lundi suivant, le 8 juillet, le Vatican annonce avoir levé l’immunité diplomatique de Luigi Ventura, à la demande de celui-ci et après avoir attendu la conclusion de l’enquête préliminaire à laquelle il avait « librement participé ». Le ministère français des Affaires étrangères annonce le même jour avoir reçu du Saint-Siège la notification de la levée d'immunité diplomatique de son ambassadeur à Paris,. Pour le vaticaniste Jean-Marie Guénois, « la décision du Saint-Siège n’est pas une reddition sous pression médiatique ».
Mardi 10 novembre 2020, le procureur de la République, Alexis Bouroz, requiert à son encontre dix mois de prison avec sursis, estimant que « la matérialité des faits est d’une simplicité affligeante, et les infractions caractérisées », mais évoquant l'expertise qui conclut à une altération du discernement liée à une « maladie cognitive » de l’évêque, le tribunal correctionnel le déclare coupable d'agressions sexuelles sur cinq hommes en 2018 et 2019 et le condamne le 16 décembre suivant à 8 mois de prison avec sursis, avec inscription au FIJAIS,,. Non-présent à son procès pour des raisons médicales, il ne fait pas appel de la décision,.

## Succession apostolique
Luigi Ventura a ordonné les évêques suivants :
- Évêque Luigi Infanti della Mora (pt), O.S.M. (1999)
- Archevêque Gérard Pettipas, C.Ss.R. (2007)
- Archevêque Murray Chatlain (2007)
- Archevêque Michael Mulhall (2007)
- Évêque John Dennis Corriveau, O.F.M. Cap. (2008)
- Évêque Albert Privet Thévenot (de), M. Afr. (2008)
- Évêque Yvon-Joseph Moreau, O.C.S.O. (2008)